# Neotrichia sucusaria
Neotrichia sucusaria är en nattsländeart som beskrevs av Harris och Davenport 1992. Neotrichia sucusaria ingår i släktet Neotrichia och familjen smånattsländor. Inga underarter finns listade i Catalogue of Life.